# Банкерова, Екатерина Викторовна
Екатерина Викторовна Банкерова (родилась 6 ноября 1989 в Ленинграде) — российская регбистка, защитница команды «Красный Яр» и сборной России по регби-7. Чемпионка Универсиады 2013 года, чемпионка Европы 2014 года. Мастер спорта России международного класса.

## Биография
Родилась 6 января 1988 года в Ленинграде. С детства занималась профессионально велоспортом в школе «Олимпийские надежды», однако в 2010 году стала регбисткой: её через Интернет пригласила на просмотр капитан команды МВД Екатерина Соколова. Окончила Российский государственный университет туризма и сервиса. Выступала в командах МВД и «Слава-ШВСМ», с 2011 года выступает за «Красный Яр».
В сборную России по регби-7 попала в 2012 году, с ней участвовала в чемпионате мира 2013 года в Москве, в летней Универсиаде 2013 в Казани и двух чемпионатах Европы 2013 и 2014 годов, оба раза одержала победу. В 2013 году на групповом этапе в матче с Украиной успешно провела 6 реализаций (по 2 очка каждая), а также в финале набрала 2 очка за счёт реализации. В 2014 году в полуфинале одна её реализация позволила России выйти в финал и досрочно выиграть чемпионат Европы.
Своим хобби называет коллекционирование редких монет и банкнот. Любимой регбийной командой называет новозеландскую сборную. Мечтала выступить на Олимпиаде в Рио-де-Жанейро, в программу которой было включено регби-7, однако сборная России туда не квалифицировалась.
В 2015 году Екатерина стала бронзовым призёром чемпионата Европы по классическому регби, проходившему в Швейцарии; через год ту же награду она завоевала на первенстве Европы в Испании. Третью бронзовую медаль на чемпионате Европы по регби-15 завоевала в 2019 году.